# Северный (вулкан)
Вулкан Северный — самый северный из группы вулканов Срединного хребта на полуострове Камчатка. Тип — щитовой. Находится в верховье рек Хайлюли и Кутины, высотой 1936 метров. Диаметр почти круглого конуса около 12 километров. Имеется один главный кратер и несколько боковых.

## Научные сведения
Возраст вулкана современный (голоценовый). Последний раз извергался около 3500 лет назад. Находится в 14-20 км к востоку от вулкана Воямпольского, северо-западнее вулкана Снеговой, севернее вулкана Острая сопка на Срединном хребте. Лавовые потоки не устарели и вулкан причисляют к действующим вулканам. В составе имеет основной вулкан Северный и самый крупный кратер — вулкан Тобельстен.
Северный начал формироваться в позднем плейстоцене, исландского типа. Высокий Северный завершается небольшим стратовулканом. Маленький щитовой вулкан был сформирован на восточном склоне, и ещё меньше конус вырос на западном склоне. Базальтовая беговая и конус Тобельстен на западном склоне и связанные потоки лавы сформировались около 3500 лет назад.